# Ceresfjellet
Ceresfjellet è una montagna situata sulle isole Svalbard, in Norvegia. Il rilievo misura 1675 metri sul mare.